# Dania na Mistrzostwach Świata w Lekkoatletyce 2017
Dania na Mistrzostwach Świata w Lekkoatletyce 2017 – reprezentacja Danii podczas Mistrzostw Świata w Londynie liczyła 4 zawodników, którzy nie zdobyli żadnego medalu .

## Skład reprezentacji
| Zawodnik        | Konkurencja                        | Eliminacje | Eliminacje | Półfinał | Półfinał | Finał    | Finał   |
| Zawodnik        | Konkurencja                        | Rezultat   | Pozycja    | Rezultat | Pozycja  | Rezultat | Pozycja |
| --------------- | ---------------------------------- | ---------- | ---------- | -------- | -------- | -------- | ------- |
| Abdi Hakin Ulad | maraton                            | —          | —          | —        | —        | 2:14:22  | 13.     |
| Ole Hesselbjerg | Bieg na 3000 metrów z przeszkodami | 8:27,86    | 18.        | —        | —        | NQ       | NQ      |

Kobiety
| Zawodniczka        | Konkurencja                        | Eliminacje | Eliminacje | Półfinał | Półfinał | Finał    | Finał   |
| Zawodniczka        | Konkurencja                        | Rezultat   | Pozycja    | Rezultat | Pozycja  | Rezultat | Pozycja |
| ------------------ | ---------------------------------- | ---------- | ---------- | -------- | -------- | -------- | ------- |
| Sara Petersen      | Bieg na 400 metrów przez płotki    | 55,23      | 8. Q       | 55,45    | 9.       | NQ       | NQ      |
| Anna Emilie Møller | Bieg na 3000 metrów z przeszkodami | 9:44,12    | 21.        | —        | —        | NQ       | NQ      |